# 石门县第一中学
29°35′29″N 111°25′37″E / 29.591521°N 111.426859°E
石门县第一中学，是一所位于湖南省常德市石门县的全日制公办高级中学，湖南省示范性中学之一。

## 历史
1941年，肖伯亨和郑洞国组织建立“湖南私立九澧中学”，校长肖伯亨，它是石门县第一中学的前身。
1943年，日本陆军在石门县进行大扫荡，学校中止，取名“北岳补习班”在乡下办学。
1945年，抗日战争胜利后，“北岳补习班”更名为“湖南私立北岳中学”。
1946年，“湖南私立九澧中学”旧址和“北岳补习班”合并，沿用名字“湖南私立九澧中学”，校长郑洞国。
1953年，常德市人民政府接管学校，学校更名为“湖南省石门第一中学”。
1966年，受到文化大革命的影响，学校正常办学秩序被破坏。
1980年，改革开放开始不久，学校恢复大规模办学，定名为“石门县第一中学”。

## 著名校友
- 唐天标，中共中央军委总政治部副主任。[2]
- 文国庆，中国人民解放军中将。[2]
- 文选德，作家，湖南省政协副主席。[2]
- 游碧竹，前湖南省政协副主席。[2]
- 潘碧灵，湖南省政协副主席，湘潭大学校长。[2]
- 袁荣贵，前贵州省副省长。[2]
- 唐德权，中国人民解放军少将。[2]